# Лопес, Рафаэль
Рафаэль Лопес Гомес (исп. Rafael López Gómez), более известный под своим именем Рафа (исп. Rafa; род. 9 апреля 1985, Пеньяфьель, Кастилия и Леон) — испанский футболист, защитник

## Клубная карьера
Рафа начал профессиональную карьеру в молодёжной команде «Вальядолида».
Достаточно уверенно Рафаэль пробрался от команды второго ранга в профессиональный футбол. Чтобы достичь таких успехов, ему пришлось сыграть в сезоне 04/05 в 17 играх за «Реал Вальядолид Б». Вскоре «Реал Вальядолид» отдал молодого защитника в аренду «Эйбару», представляющего второй дивизион. В этом клубе Рафа доказал, что он чего-то стоит. Заметить это можно было по количеству выходов Лопеса на поле — 19 раз. Однако команде не удалось достигнуть больших успехов, так что к концу сезона было решено вернуть Рафу в «Реал Вальядолид».
Эту команду футболист представлял в сезоне 06/07. Однако большинство времени он все же провел на скамейке запасных, выйдя играть лишь в нескольких матчах. Так или иначе, ему удалось получить постоянную прописку в Ла Лиге, благодаря чему он смог летом 2008 года перейти в «Хетафе» проведя за новый клуб 142 матча.
В 2014 году Лопес пополнил ряды немецкого клуба «Падерборн 07». 13 июня 2016 спустя восемь лет вернулся в «Реал Вальядолид».